# Барбоза, Рафаэл
Рафаэл Паула Гомеш Барбоза (порт. Rafael Paula Gomes Barbosa; 1926, Сафим — 2007, Дакар) — политик Гвинеи-Бисау, первый председатель ПАИГК. Выступал за ненасильственные методы антиколониальной борьбы. В независимой Гвинее-Бисау приговорён к смертной казни с заменой на пожизненное заключение. Освобождён после политических реформ. Основал партию Демократический социальный фронт.

## Первый председатель ПАИГК
Отец Рафаэла Барбозы был выходцем с Кабо-Верде, мать — гвинейкой. После учёбы Рафаэл Барбоза работал инженером-строителем, потом печатником в типографии. Придерживался левонационалистических антиколониальных взглядов. Выступал за независимость Португальской Гвинеи.
В 1956 Рафаэл Барбоза принял активное участие в создании ПАИГК и занял пост её председателя. Барбоза был сторонником мирного протеста, ненасильственных методов борьбы. Под его руководством партия вела в основном организационную и пропагандистскую деятельность. Барбоза также организовал связи партии с Гвинеей и Сенегалом, способствовал обучению партийных активистов в Конакри и Дакаре.
В 1962 Рафаэл Барбоза был арестован ПИДЕ и заключён в концлагерь Таррафал. Вместе с ним аресту и заключению подвергся молодой активист ПАИГК Мамаду Туре, преданный сторонник Барбозы.

## Конфликт с партией
После освобождения Барбозы из Таррафала (Туре оставался в заключении) его политическое влияние заметно снизилось. На первый план в руководстве ПАИГК выдвинулся генеральный секретарь Амилкар Кабрал, сторонник вооружённой антиколониальной борьбы. С января 1963 началась война за независимость Гвинеи-Бисау. Рафаэл Барбоза формально он оставался почётным председателем партии, создал организацию Единый фронт освобождения, однако всё более утрачивал поддержку в партии.
Выступая за мирный путь, Барбоза постепенно начал ориентироваться на переговоры с Португалией и позиции генерала Спинолы, ставшего в 1969 губернатором Португальской Гвинеи. Это вызвало резкое отторжение в радикальном активе ПАИГК. Частные контакты Барбозы с ПИДЕ — как бывший заключённый он обязан был регулярно отмечаться в отделении тайной полиции — стали вызывать подозрения.
В августе 1969 года распоряжением Спинолы была освобождена большая группа заключённых Таррафала. Рафаэл Барбоза приветствовал этот шаг губернатора. Среди 92 освобождённых были агент ПИДЕ Аристидеш Барбоза (однофамилец) и завербованный им Мамаду Туре. При этом нет доказательств тому, что Рафаэл Барбоза был в курсе нового статуса Туре.
Колониальная война в Гвинее-Бисау шла неудачно для Португалии. Более половины территории страны контролировалось FARP — вооружёнными силами ПАИГК. Португальские колониальные власти были заинтересованы в возвращении умеренного Барбозы к руководству ПАИГК. Для этого требовалось физическое устранение Амилкара Кабрала. Операция ПИДЕ (с 1969 года переименована в ДЖС) по убийству Кабрала получила название Rafael Barbosa (сам Барбоза не был об этом проинформирован). Организовали убийство Аристидеш Барбоза и Мамаду Туре.
Амилкар Кабрал был убит близ Конакри 20 января 1973. Конкретных связей Рафаэла Барбозы с Иносенсио Кани и его сообщниками установить не удалось. Однако версия его причастности устойчиво держалась из-за того, что он стал считаться «проводником неоколониальной политики». Ему тут же были предъявлены давняя дружба с Мамаду Туре, поддержка Спинолы, контакты с ПИДЕ и название операции. После убийства Кабрала между Барбозой и ПАИГК произошёл окончательный разрыв.

## Заключение и освобождение
В независимой Гвинее-Бисау установилась власть ПАИГК. Рафаэл Барбоза был арестован и приговорён к смертной казни, которую президент Луиш Кабрал заменил пожизненным заключением.
После переворота Жуана Виейры 14 ноября 1980 Рафаэл Барбоза был освобождён. Поначалу новый режим причислил его к «лучшим сынам нашей земли» и организовал торжественную встречу. Барбоза выступил по радио с речью антисоветского и антикубинского характера. Критиковал также кабовердиануш — представителей Островов Зелёного Мыса, которые при Кабралах контролировали ПАИГК. Однако вскоре Барбоза вновь оказался в тюрьме.
В начале 1990-х годов в Гвинее-Бисау были проведены политические реформы. Осуществился переход к многопартийной системе. Рафаэл Барбоза вышел на свободу. Несмотря на преклонный возраст и болезни, он снова включился в политику.
В марте 1990 Барбоза основал левоцентристскую партию Демократический социальный фронт (FDS), в которой одно время состоял будущий президент Гвинеи-Бисау Кумба Яла. На выборах 1994 года FDS выступал в коалиции Союз за перемены, но не получил парламентского представительства. На выборах 1999 года, выступая самостоятельно, FDS сумел провести в парламент одного депутата. В 2004 году в составе коалиции Объединённая платформа партия вновь не прошла в парламент.

## Кончина и память
Рафаэл Барбоза скончался в сенегальской столице в возрасте 81 года. Глубокую скорбь по поводу смерти борца за национальную независимость, свободу и демократию выразили все политические силы Гвинеи-Бисау. Похоронам был придан государственный статус

## Политика дочери
Дочь Рафаэла Барбозы Элена Паула Барбоза возглвляет партию FDS, основанную отцом. Под её руководством FDS поддержал государственный переворот 2012 года. Элена Барбоза была назначена государственным секретарём по делам молодёжи, культуры и спорта в переходном правительстве Фернанду Ваза.